# È il tuo primo bacio, Charlie Brown
È il tuo primo bacio, Charlie Brown (It's Your First Kiss, Charlie Brown) è uno speciale televisivo d'animazione del 1977 diretto da Phil Roman. È il sedicesimo speciale basato sui Peanuts di Charles M. Schulz. 
Il film, trasmesso negli Stati Uniti su CBS il 24 ottobre 1977, è stato il primo della serie dopo la morte del compositore Vince Guaraldi (il secondo, contando il film cinematografico Corri più che puoi Charlie Brown) a cui succederà Ed Bogas.

## Trama
Alla scuola di Charlie Brown si svolgono la parata e la partita di football per l'Homecoming annuale. Charlie Brown viene a sapere che dovrà fare da cavaliere a Heather, la reginetta del ballo, e rimane scioccato nello scoprire che non solo si tratta della ragazzina dai capelli rossi della quale è innamorato, ma che dovrà darle un bacio davanti a tutti prima di aprire le danze. Durante la partita Lucy toglie a Charlie Brown il pallone da football come di consueto, finendo per far perdere la loro squadra.
Al ballo Charlie Brown viene ingiustamente rimproverato e deriso da Piperita Patty, il capitano della sua squadra, a cui si uniscono Lucy e Frieda. Ciononostante, trova il coraggio di accompagnare Heather al centro della sala e di darle un bacio, ed entra in uno stato di euforia. Il giorno seguente Charlie Brown si sveglia senza ricordare nulla di ciò che è successo dopo. Linus si congratula con lui per essere stato l'anima della festa, ballando con disinvoltura non solo con Heather, ma anche con le altre ragazze. Nonostante l'amarezza per non avere alcun ricordo della serata, Charlie Brown è comunque soddisfatto.

## Distribuzione

### Edizione italiana
In Italia, il film è stato trasmesso da Canale 5 nel 1982, assieme agli altri speciali. Successivamente è stato ridoppiato per la trasmissione su Junior TV, come episodio della serie The Charlie Brown and Snoopy Show. In questo doppiaggio Heather viene chiamata Erica. Nel 2022 è stato distribuito in streaming su Apple TV+ con un terzo doppiaggio, all'interno della serie I classici Peanuts.

### Doppiaggio
| Personaggio    | Doppiatore originale | Doppiatore italiano (1982) | Doppiatore italiano (anni 90) | Doppiatore italiano (2022) |
| -------------- | -------------------- | -------------------------- | ----------------------------- | -------------------------- |
| Charlie Brown  | Arrin Skelley        | Daniela Fava               | Martino Consoli               | Arturo Sorino              |
| Linus Van Pelt | Daniel Anderson      | Lisa Mazzotti              | Renata Bertolas               | Leonardo Cococcia          |
| Lucy Van Pelt  | Michelle Muller      | Graziella Porta            | Renata Bertolas               | Sara Labidi                |
| Piperita Patty | Laura Planting       | Laura Merli                | Francesca Vettori             | Ilaria Pellicone           |
| Frieda         | Roseline Rubens      | Laura Merli                |                               | Alice Pantile              |
| Franklin       | Ronald Hendrix       | Lisa Mazzotti              | Giuseppe Calvetti             | Valeriano Corini           |
| Snoopy         | Bill Melendez        | Bill Melendez              | Bill Melendez                 | Bill Melendez              |
| Woodstock      | Bill Melendez        | Bill Melendez              | Bill Melendez                 | Bill Melendez              |

### Edizioni home video
Il film è stato distribuito, sempre con il secondo doppiaggio, da Hobby & Work in VHS e DVD, e da Warner Home Video nel DVD di Sii il mio Valentino, Charlie Brown.

## Accoglienza
Nonostante l'accoglienza positiva del pubblico, lo speciale ricevette delle critiche negative per due elementi. La ragazzina dai capelli rossi, qui chiamata Heather, non è mai stata mostrata né chiamata per nome nelle strisce. Schulz stesso ammise di non riuscire a disegnarla in modo soddisfacente per i lettori, tanto meno per sé, ma la trama del film lo forzò a farlo. Inoltre, Charlie Brown viene incolpato dai suoi compagni di squadra (in particolare da Piperita Patty e da Lucy) per aver mancato la palla e perso la partita, nonostante fosse ovviamente Lucy la colpevole. Molti spettatori protestarono: per quanto accettassero che Lucy gli togliesse la palla, non accettavano che Charlie Brown venisse incolpato. Perciò dalle repliche successive, alcune delle battute offensive di Piperita Patty furono abbassate e riprodotte al contrario in modo da renderle incomprensibili.